# 시간과 공간의 철학
시간과 공간의 철학(영어: Philosophy of space and time)은 시간이나 공간에 대한 철학적인 고찰이다.
시간과 공간의 철학으로는 이하와 같은 물음이 고찰되고 있다.
- 시간이나 공간은 그 중에 있는 물체와 독립에 실재하는가, 그렇지 않으면 어디까지나 물체의 관계로만 존재하는 것인가.
시간의 반실재론으로는 존 마크타가트가 유명. 공간의 관계설을 주창한 철학자로서는 고트프리트 빌헬름 라이프니츠나 에른스트 마하가 알려진다.
- 시공이 존재한다면, 그것은 실체를 가지는 존재인가.
아인슈타인의 일반 상대성 이론은 시공을 실체적으로 파악하는 것과 통상은 이해되어 만약 그러면 실체설 (substantivism)에 서게 된다. 시공의 반실체설의 면의 논자로서 존 아만 등이 있다.
- 시공의 구조가 리만 기하학적이라는 것은 객관적 사실인가, 그렇지 않으면 기술의 방법에 상대적인 단순한 규칙인가.
아인슈타인은 일반 상대성 이론의 시공이 리만 공간인 것을 객관적인 사실이라고 생각하고 있었지만, 이것을 단순한 규약이라고 생각하는 철학자 (규약 주의자)도 많다. 규약주의를 취한 철학자로서 앙리 푸앵카레, 한스 라이헨바흐 등이 있다.
- 시간의 방향을 결정하는 것은 무엇인가 (시간의 화살).
기본적인 물리 법칙은 모두 시간 대칭이기 때문에, 이들에 따라서는 시간의 방향은 정의할 수 없다. 거기서, 열역학의 제2법칙을 사용해 시간의 방향을 정의하는 생각, 우주의 팽창을 사용해 시간의 방향을 정의하는 생각, 양자 역학에서의 파속의 수습을 사용해 시간의 방향을 정의하는 생각 등이 제안되어 왔다.
- 역방향의 인과는 가능한가. 시간 여행은 가능한가
시간과 공간이 본질적으로는 다르지 않은 것이 상대성 이론으로 나타난 것으로부터, 광속을 넘어 이동하는 것으로 역방향 인과나 과거에의 시간 여행도 할 수 있는 것은 아닌가 하는 가능성이 시사되었다. 그러나, 시간 여행은 역시 원리적으로 불가능하다고 생각하는 논자도 있다.

영원하고 절대적이며 끝이 없지만, 쉽게 증명할 수 없는 것이 있다면 바로 시간이 아닐까

## 같이 보기
- 시간의 화살
- 영원 회귀
- 형이상학
- 과정철학
- 시공간
- 시간성
- 시간적 부분
- 시간 여행
- 제논의 역설

## 참고 문헌
- 이언 힌크후스 '시간과 공간의 철학' 무라카미 요이치로, 쿠마쿠라 코지 역, 키노쿠니야 서점 1979년
- 우치이 소시치 '공간의 수수께끼·시간의 수수께끼' 중공신서, 2006년
- 하시모토 쥰이치로 '시간은 어디서 태어나는 것인가' 슈우에이샤 신서, 2007년